# هاريت مور
هاريت مور (بالإنجليزية: Harriette Moore)‏ هي مُدرسة أمريكية، ولدت في 19 يونيو 1902 في ويست بالم بيتش في الولايات المتحدة، وتوفيت في 3 يناير 1952 في سانفورد في الولايات المتحدة.

## نشأتها
ولدت هارييت فيدا سيمز في مدينة ويست بالم بيتش في ولاية فلوريدا في 19 يونيو عام 1902، لوالدها ديفيد إيرا سيمز (كان عامل مخرطة خشب)، ووالدتها آني (وارن) سيمز. و لديها أختان فاليري وماي، وأربعة إخوة جورج وأرنولد وروبرت وديفيد جونيور. ثم انتقلت العائلة للعيش في ميمز في ولاية فلوريدا. قضت هارييت فصل الصيف عندما كانت شابة في مدينة ماسيلون في ولاية أوهايو مع والدها. والتحقت بمعهد دايتونا الطبيعي والصناعي في دايتونا بيتش في ولاية فلوريدا. تخرجت لاحقًا من كلية بيثون كوكمان، وهي كلية تاريخية للسود واقعة في دايتونا بيتش، مع حيازتها على درجة المشاركة في الفنون عام 1941، ودرجة الإجازة في العلوم عام 1950.
درست سيمز صفوف المدارس الابتدائية لسنوات عديدة في جزيرة ميريت وميمز في مقاطعة بريفارد، وفي ليك بارك في ولاية فلوريدا حتى وفاتها. وساعدت في طهي الغداء كل يوم للطلاب.
التقت سيمز مع هاري تايسون مور أثناء عمله في تدريس صفوف في مقاطعة بريفارد. والذي عمل بعد ذلك مديرًا في مدرسة تيتوسفيل للملونين. تزوجا في 25 ديسمبر 1926، وأنجبا ابنتين معًا سمّوهما؛ آني روساليا (الملقبة بـ «بيتشز (الخوخ)»، من عام 1928 – 1972) وجونيتا إيفانجيلين (الملقبة بـ إيفانجيلين، من عام 1930 – 2015).

## نشاطات الحقوق المدنية
أسس الزوجان مور بعد فترة وجيزة من ولادة بناتهم قسمًا للجمعية الوطنية للنهوض بالملونين في مقاطعة بريفارد في عام 1934. وساعد هاري مور لاحقًا في تنظيم منظمة الجمعية الوطنية للنهوض بالملونين في عموم الولاية.
أُقيلت هارييت مور وزوجها من قبل نظام المدارس العامة في مقاطعة بريفارد وأدرجا في القائمة السوداء بسبب نشاطاتهم السياسية.

## مقتلها
أصيب الزوجان مور بجروح قاتلة في منزلهم في ميمز جراء انفجار قنبلة أسفل منزلهم في ليلة عيد الميلاد في عام 1951. وقد كانت ليلة الذكرى الخامسة والعشرين لزواجهما. توفي هاري وهو في طريقه إلى المستشفى في ستانفورد في ولاية فلوريدا. وتوفيت هارييت متأثرة بجراحها بعد تسعة أيام في مستشفى ستانفورد.
على الرغم من استدعاء الدولة لمكتب التحقيقات الفيدرالي (FBI) للتحقيق بالقضية، لم تُوجه التهمة لأي شخص بتفجير وقتل الزوجان مور. وقد تجدد الاهتمام بالقضية من خلال سيرة حياة مور في عام 1999، وًصف فيها أنه أول شهيد في مجال الحقوق المدنية وفي برنامج تلفزيوني على هيئة الإذاعة العامةPBS  عن حياته وإرثه في عام 2000.
أعاد النائب العام لولاية فلوريدا فتح التحقيق في جرائم القتل في عام 2005 أي بعد 54 سنة من وقوع الحادثة. واستخلصت ولاية فلوريدا إعادة التحقيق في الفترة بين 2005 -  2006أن جريمة قتل الزوجان مور كانت من أعمال أعضاء عنيفين في مجموعة كلو كلوكس كلان وسط فلوريدا، وحُددت أسماء الأربعة الرئيسيين المشتبه بهم والذين قد ماتوا في ذلك الوقت. وحدث هناك 11 تفجيرًا إضافيًا ضد عائلات سود في فلوريدا في العام ذاته الذي قتل فيه الزوجان مور.
كان النشطاء والسود منهم في الجنوب يتعرضون لمخاطر مرتفعة وبقيت كذلك وفقًا لتقرير صدر لاحقًا عن المجلس الإقليمي الجنوبي التابع للجمعية الوطنية للنهوض بالملونين في أطلنطا، فقد قُصفت منازل 40 عائلة جنوبية من السود خلال عامي 1951 و1952. كان البعض منهم ناشطين مثل عائلة مور، ولكن معظمهم كانوا إما أشخاصًا رفضوا الخضوع إلى الاتفاقية العنصرية، أو كانوا ببساطة مارةً أبرياء وضحايا إرهاب البيض العشوائي.

## التكريمات
على الرغم من تلاشي قصة حياة الزوجين مور إلى الغموض لسنوات عديدة، أعيد فتح القضية في أواخر القرن العشرين، وحازا على تقدير جديد لعملهم.
وافقت ولاية فلوريدا على تعيين موقع المنزل لعائلة مور كمعلم تاريخي للتراث في ولاية فلوريدا وذلك في عام 1999. وبدأت مقاطعة بريفارد بترميم الموقع، واستكملت ترميمه بحلول عام 2004 بتمويل مستقل، وأنشأت المقاطعة حديقة هاري ت. وهارييت مور التذكارية ومركز تفسيري في مقر المنزل في ميمز. وأطلقت مقاطعة بريفارد على مركزها القضائي اسم الزوجين مور وتضمن موادًا عن حياتهم وعملهم.

## التطورات الأخيرة
أعادت ولاية فلوريدا فتح القضية مرتين لكنها لم تتمكن من تقديم التهم، إذ توفي معظم الرجال المشتبه بتورطهم في الجريمة. ونشر الصحفي بين جرين كتابًا في عام 1999 يستند إلى بحثه في القضية بعنوان: قبل وقته، قصة لا تُروى لهاري ت. مور، الشهيد الأول في سبيل الحقوق المدنية في أمريكا.
وأعاد النائب العام لولاية فلوريدا تشارلي كريست فتح تحقيق دولي في مقتل هاري وهارييت مورفي عام 2005. وأعلن كريست نتائج مباحثات مكتب الحقوق المدنية في الولاية ودائرة فلوريدا لتطبيق القانون في 16 أغسطس من عام 2006. وأثبتت الشائعات التي تربط ويليس ف. مكول بالجريمة خطأها بناءً على أدلة شاملة وتوصلت الدولة إلى أن آل مور كانا ضحية لمؤامرة حيكت ضدهما من قبل أعضاء سنترال فلوريدا كلافيرن من جماعة كو كلوكس كلان (KKK).
ونشر المحققون تقريرًا بأسماء أربعة أشخاص معروفين بعنفهم وكانوا متورطين بشكل مباشر:
- إيرل جـ. بروكلين، أحد رجال كلان معروف بعنفه الشديد وكان لديه مخطط لأرضية منزل الزوجين مور، وكان يجنّد متطوعين لشن الهجوم. وتوفي بعد عام من الهجوم لأسباب طبيعية على مايبدو.
- كان تيلمان هـ. بلفين، أحد رجال كلان العنيفين، وصديقًا حميمًا لبروكلين. وأيضًا توفي لأسباب طبيعية بعد نحو عام من الهجوم.
- جوزيف نيفيل كوكس، سكرتير قسم جماعة كلان في مقاطعة أورانج في ولاية فلوريدا، والذي يُعتقد أنه أمر بالهجوم، وانتحر بعد أن ضغط عليه مكتب التحقيقات الفيدرالي في عام 1952.
- إدوارد لـ. سبيفي، أيضًا من جماعة الكلان KKK. وكان على فراش الموت نتيجة إصابته بالسرطان في عام 1978، ورط كوكس في الهجوم وادّعى بأنه كان في موقع الجريمة أيضًا في عام 1951.

وانضمت ابنة الزوجين مور الصغرى؛ جونيتا إيفانجلين مور إلى النائب العام السابق كريست لدعمه في جهوده المبذولة في سبيل كشف هوية قتَلة والديها. وكانت إيفانجلين خريجة كلية بيتون كوكمان في عام 1951، وموظفة حكومية متقاعدة. توفيت في 26 أكتوبر من عام 2015 في مدينة نيو كارلتون في ولاية ماريلاند.